# راندي وايت (سياسي)
راندي وايت (بالإنجليزية: Randy White)‏ هو سياسي أمريكي، ولد في 10 مايو 1955 في تشارلستون في الولايات المتحدة. حزبياً، نشط في الحزب الديمقراطي. وقد انتخب عضو مجلس ولاية فيرجينيا الغربية.